# Kazuya Tada
Kazuya Tada es una profesora asociada de ingeniería eléctrica japonesa, quien trabaja en la Universidad de Hyogo. En 1996, junto con Hiroshi Harada y Katsumi Yoshino inventaron el Polimérico Transistor de Película Delgada Bipolar.

## Algunas publicaciones
| Título | Referencias | Año  |
| --- | ----------- | ---- |
| Novel photovoltaic devices based on donor-acceptor molecular and conducting polymer systems K Yoshino, K Tada, A Fujii, EM Conwell, AA Zakhidov IEEE transactions on electron devices 44 (8), 1315-1324                  | 119         | 1997 |
| The optical properties of porous opal crystals infiltrated with organic molecules K Yoshino, K Tada, M Ozaki, AA Zakhidov, RH Baughman Japanese journal of applied physics 36 (6A), L714                                 | 101         | 1997 |
| Optical properties and blue and green electroluminescence in soluble disubstituted acetylene polymers K Tada, R Hidayat, M Hirohata, M Teraguchi, T Masuda, K Yoshino Japanese journal of applied physics 35 (9A), L1138 | 93          | 1996 |
| Photoinduced charge separation in photovoltaic cell with heterojunction of p-and n-type conjugated polymers M Onoda, K Tada, AA Zakhidov, K Yoshino Thin Solid Films 331 (1), 76-81                                      | 73          | 1998 |
| Excitation dynamics in disubstituted polyacetylene I Gontia, SV Frolov, M Liess, E Ehrenfreund, ZV Vardeny, K Tada, H Kajii, ... Physical review letters 82 (20), 4058                                                   | 98          | 1999 |